# Sympistis vidua
Sympistis vidua là một loài bướm đêm trong họ Noctuidae.